# Greppen, Luzern
Greppen är en ort och kommun vid Vierwaldstättersjön i distriktet Luzern-Land i kantonen Luzern, Schweiz. Kommunen har 1 201 invånare (2023).